# همزمانی قاعدگی

همزمانی قاعدگی

همزمانی قاعدگی (انگلیسی: Menstrual synchrony) فرایند مورد مناقشه‌ای است که بیان می‌دارد که زنانی که در کنار یکدیگر زندگی می‌کنند همزمانی چرخه قاعدگی بیشتری نسبت به زمانی که دور از یکدیگر زندگی می‌کردند پیدا می‌کنند.